# Martha Fierro
Pour les articles homonymes, voir Fierro.
Martha Lorena Fierro Baquero (6 septembre 1977 à Kingston, Rhode Island) est une joueuse d'échecs équatorienne. Elle a les titres de grand maître international féminin et de maître international (mixte) et a remporté tous les championnats nationaux féminins entre 1992 et 2002.

## Compétitions par équipe
Elle a représenté l'Équateur neuf fois aux Olympiades d'échecs, remportant deux fois la médaille d'argent individuelle au premier échiquier : lors de l'olympiade d'échecs de 1996 (avec une marque de 9,5 points sur 13) et lors de l'olympiade d'échecs de 2008 (avec 7,5 points sur 8 et une performance Elo de 2 613 points). 
Elle réside à Charlotte en Caroline du Nord.